# Gemarkung Helmbrechts
Die Gemarkung Helmbrechts liegt vollständig auf dem Gemeindegebiet der Stadt Helmbrechts im Landkreis Hof (Oberfranken, Bayern).

## Geografie
Die Gemarkung hat eine Fläche von 6,981 km² und ist in 4302 Flurstücke aufgeteilt, die eine durchschnittliche Fläche von 1622,84 m² haben. In ihr liegen neben dem Gemeindeteil Helmbrechts, die Orte Haide, Spörlmühle, Steinbühl und Steinmühle.

### Benachbarte Gemarkungen
Die Nachbargemarkungen sind:
| - Gemarkung Ahornberg - Gemarkung Kleinschwarzenbach - Gemarkung Meierhof | - Gemarkung Oberweißenbach - Gemarkung Volkmannsgrün - Gemarkung Wüstenselbitz |